# جيف بيل
جيف بيل (بالإنجليزية: Geoff Bell)‏ هو ممثل بريطاني، ولد في 24 فبراير 1963 بلندن في المملكة المتحدة.

## أعمال

### أفلام
- (2004) الفتاة ذات القرط اللؤلؤي[5]
- (2005) الشارع الأخضر
- (2007) ستاردست
- (2008) روك أن رولا[6][7]
- (2009) سليمان كين
- (2011) حصان حرب[8]
- (2014)  الاستخبارات السرية
- (2015) سافرجت[9][10][11]
- (2016)  قصة من حرب النجوم[12]

## وصلات خارجية
- جيف بيل على موقع IMDb (الإنجليزية)
- جيف بيل على موقع قاعدة بيانات الأفلام العربية
- جيف بيل على موقع ألو سيني (الفرنسية)
- جيف بيل على موقع أول موفي (الإنجليزية)
- جيف بيل على موقع قاعدة بيانات الأفلام السويدية (السويدية)
- جيف بيل على موقع قاعدة بيانات الفيلم (الإنجليزية)
- جيف بيل على موقع كينوبويسك (الروسية)